# Buffalo buffalo Buffalo buffalo buffalo buffalo Buffalo buffalo
是英语中一句语法完全正确的句子，用来展示如何使用同形同音词创造复杂的语言结构。1972年，纽约州立大学水牛城分校助理教授威廉·拉帕波特（William J. Rapaport）最早使用了这句句子。1992年，拉帕波特将其发表在《LINGUIST List》上。1994年，史迪芬·平克在其著作《语言本能》（The Language Instinct）中也提到了这一句子。

## 句子结构

传统句子图解

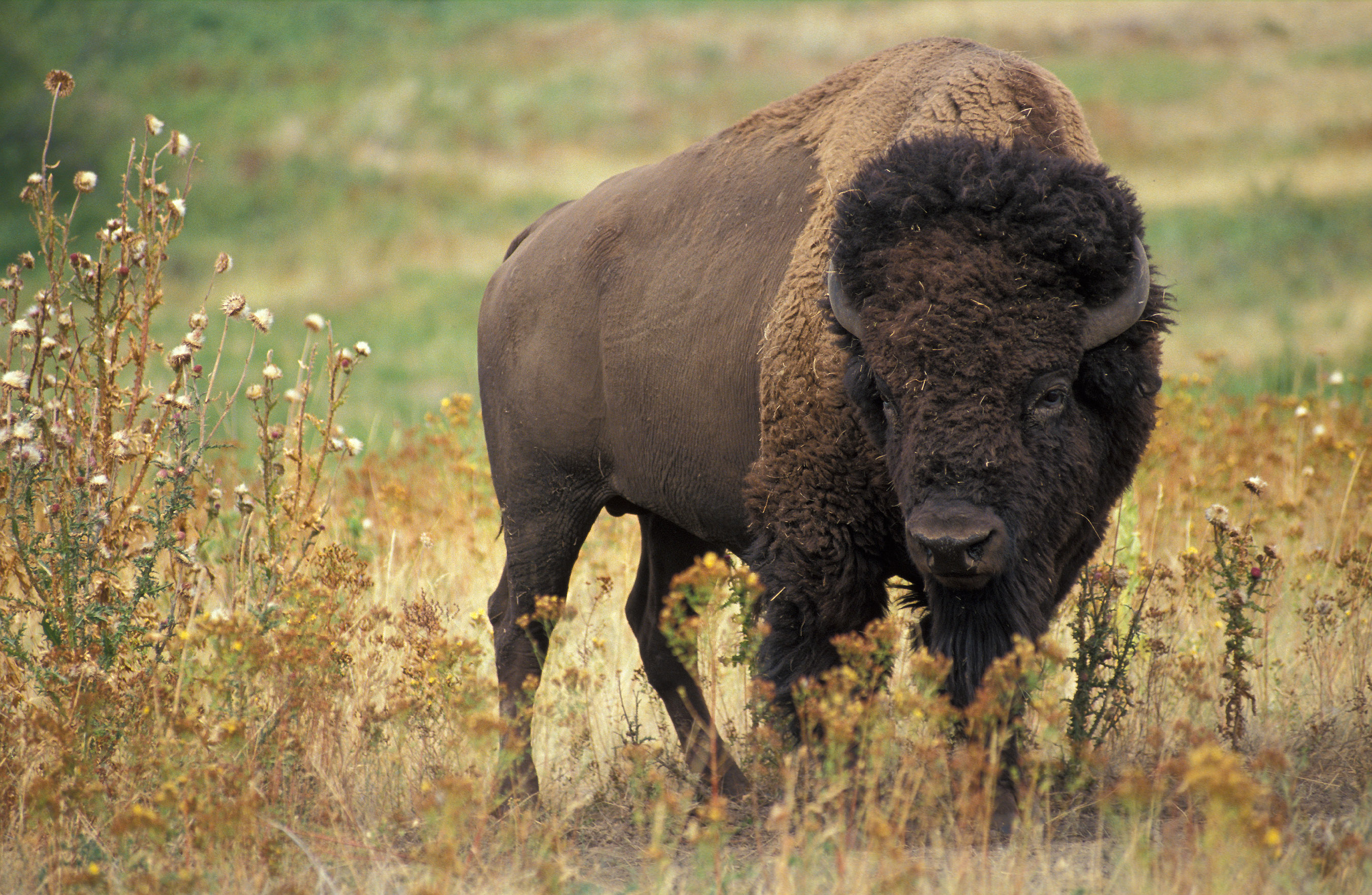
美洲野牛

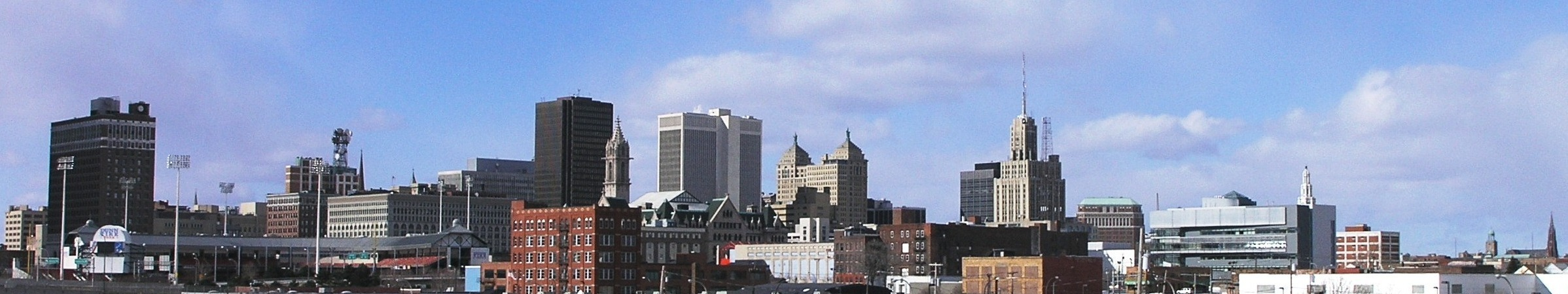
纽约州水牛城

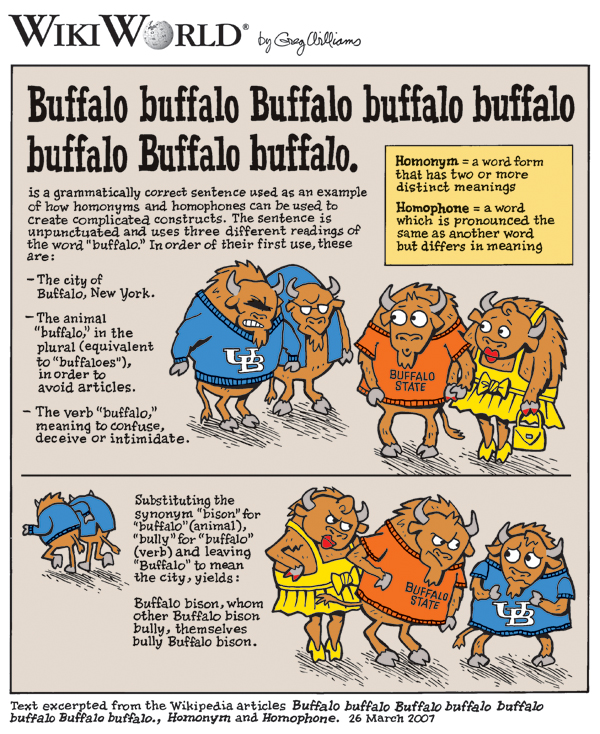
漫畫解說

句子本身缺少了标点，句中的一词包含了三种不同的意义，按出现次序分别为：
- a. 指美国纽约州水牛城（Buffalo），作为前置定语与其后的动物组成名名结构（noun adjunct）；
- n. 名词，指美洲野牛（American Bison，经常被称为），在句中作为复数（与或相同），以避免使用冠词；
- v. 动词，意为威吓、愚弄、使困惑。

使用上述记号标记此句为：
对应中文为：
水牛城a美洲野牛n水牛城a美洲野牛n威吓v威吓v水牛城a 美洲野牛n。
于是，这句话便可以被理解为对生活在水牛城中的美洲野牛的社会等级的描述：
中文可表述为：
水牛城中某些被其他美洲野牛所恐吓的美洲野牛，又去恐吓了另一些美洲野牛。
「水牛城野牛为（其他）水牛城野牛所恐吓，去恐吓（了其他一些）水牛城野牛。」

分析树
PN = 专有名词
N = 名詞
V = 动词
NP = 名词短语
RC = 关系从句
VP = 动词短语
S = 句子

「Buffalo buffalo（主句主语）[which the] Buffalo buffalo（从句主语） buffalo（从句动词） buffalo（主句动词） Buffalo buffalo（主句直接宾语）.」
可以使用同义词代替（美洲野牛）、代替（恐吓），使句子意思更为清晰：
再将名词（水牛城）去除，能使句子意思进一步清晰（其中句中第一个大写为通常的句首大写）：
- （被其他美洲野牛恐吓的美洲野牛也恐吓另一些美洲野牛。）

### 变体
如果忽略句中的大写，句子的结构还可以变为：
对应中文为：
水牛城a美洲野牛n恐吓v水牛城a美洲野牛n水牛城a美洲野牛n 恐吓v。
中文可表述为：
水牛城中某些美洲野牛恐吓另一些美洲野牛，那些美洲野牛还被其他一些美洲野牛所恐吓。
「水牛城野牛恐吓了被（其他一些）水牛城野牛恐吓的水牛城野牛。」

## 延伸
原句中一共使用了8个，但实际上，使用任意个数的都可以使句子在语法上正确（根据乔姆斯基的语法理论）。最短的可以为""，意思可以为“威吓（某人）！”、“看，有一些美洲野牛在这！”或“瞧，这是水牛城！”等。又如使用10个：""。这句话中，第一个为形容词修饰第二个（主语），意为“水牛城中的美洲野牛”。之后两个分别为副词和动词，其中第三个用来描述第四个（恐吓）。而第五、第六个又与第一、第二个结构相同。

## 其他词汇
还有其他一些英文词汇可以按此形式来构成语法正确（但并不一定有意义）的句子，只要该词既是一个有生命的物体的复数形式，同时还能当作及物动词即可。这些词汇包括、等。
另外还有一些类似的表达，如"James while John had had had had had had had had had had had a better effect on the teacher"。